# Seven de Dubái 2009
El Seven de Dubái de 2009 fue la décima edición del torneo de rugby 7, fue el primer torneo de la temporada 2009-10 de la Serie Mundial Masculina de Rugby 7.
Se disputó en el The Sevens Stadium.

## Fase de grupos

### Grupo A
| Equipo        | Encuentros | Encuentros | Encuentros | Encuentros | Tantos  | Tantos    | Tantos     | Puntos |
| Equipo        | jugados    | ganados    | empatados  | perdidos   | a favor | en contra | diferencia | Puntos |
| ------------- | ---------- | ---------- | ---------- | ---------- | ------- | --------- | ---------- | ------ |
| Sudáfrica     | 3          | 3          | 0          | 0          | 93      | 21        | 72         | 9      |
| Australia     | 3          | 2          | 0          | 1          | 61      | 43        | 18         | 7      |
| Gales         | 3          | 1          | 0          | 2          | 71      | 42        | 29         | 5      |
| Golfo Pérsico | 3          | 0          | 0          | 3          | 14      | 133       | -119       | 3      |

Nota: Se otorgan 3 puntos al equipo que gane un partido, 2 al que empate y 1 al que pierda

### Grupo B
| Equipo   | Encuentros | Encuentros | Encuentros | Encuentros | Tantos  | Tantos    | Tantos     | Puntos |
| Equipo   | jugados    | ganados    | empatados  | perdidos   | a favor | en contra | diferencia | Puntos |
| -------- | ---------- | ---------- | ---------- | ---------- | ------- | --------- | ---------- | ------ |
| Samoa    | 3          | 2          | 1          | 0          | 88      | 24        | 64         | 8      |
| Fiyi     | 3          | 2          | 1          | 0          | 90      | 38        | 52         | 8      |
| Zimbabue | 3          | 0          | 1          | 2          | 36      | 88        | -52        | 4      |
| Escocia  | 3          | 0          | 1          | 2          | 36      | 100       | -64        | 4      |

### Grupo C
| Equipo         | Encuentros | Encuentros | Encuentros | Encuentros | Tantos  | Tantos    | Tantos     | Puntos |
| Equipo         | jugados    | ganados    | empatados  | perdidos   | a favor | en contra | diferencia | Puntos |
| -------------- | ---------- | ---------- | ---------- | ---------- | ------- | --------- | ---------- | ------ |
| Inglaterra     | 3          | 3          | 0          | 0          | 95      | 22        | 73         | 9      |
| Kenia          | 3          | 2          | 0          | 1          | 67      | 58        | 9          | 7      |
| Rusia          | 3          | 1          | 0          | 2          | 19      | 66        | -47        | 5      |
| Estados Unidos | 3          | 0          | 0          | 3          | 50      | 85        | -35        | 3      |

### Grupo D
| Equipo        | Encuentros | Encuentros | Encuentros | Encuentros | Tantos  | Tantos    | Tantos     | Puntos |
| Equipo        | jugados    | ganados    | empatados  | perdidos   | a favor | en contra | diferencia | Puntos |
| ------------- | ---------- | ---------- | ---------- | ---------- | ------- | --------- | ---------- | ------ |
| Nueva Zelanda | 3          | 3          | 0          | 0          | 105     | 20        | 85         | 9      |
| Argentina     | 3          | 2          | 0          | 1          | 72      | 57        | 15         | 7      |
| Portugal      | 3          | 1          | 0          | 0          | 31      | 88        | -57        | 5      |
| Francia       | 3          | 0          | 0          | 3          | 36      | 79        | -43        | 3      |

## Fase Final

### Cuartos de final
| 5 de diciembre | Nueva Zelanda | 17 - 14 | Kenia |  |  |

| 5 de diciembre | Sudáfrica | 5 - 17 | Fiyi |  |  |

| 5 de diciembre | Inglaterra | 17 - 12 | Argentina |  |  |

| 5 de diciembre | Samoa | 28 - 27 | Australia |  |  |

### Semifinal
| 5 de diciembre | Nueva Zelanda | 19 - 0 | Fiyi |  |  |

| 5 de diciembre | Inglaterra | 19 - 28 | Samoa |  |  |

### Final
| 5 de diciembre | Nueva Zelanda | 24 - 12 | Samoa |  |  |

| Bandera de Nueva Zelanda |
| Campeón Nueva Zelanda    |
| 1º título del circuito   |